# Lotty Faber
Lotty Faber (* 2. März 1907 in Blieskastel; † 1985 in Zweibrücken) war eine deutsche Heimatdichterin, die vorwiegend Alltagslyrik und Gelegenheitsgedichte insbesondere zu Geburts-, Fest- und Jahrestagen sowie zu Ereignissen im Kalenderjahr geschrieben hat.

## Leben
In jungen Jahren arbeitete sie als Fremdsprachenkorrespondentin in Paris.
In den Jahren 1970 und 1975 veröffentlichte sie zwei Gedichtbände, die sich ihrer Heimatstadt Blieskastel widmeten. Faber kommt eine große Bedeutung für die Regionalliteratur zu, weil ihre Gedichte sozialhistorische Zeugnisse darstellen, die ansonsten in Vergessenheit geraten wären. Die dadurch bezeugten lokalen Besonderheiten haben eine immanente Aussagekraft. Besonders augenfällig bei Lotty Faber sind die Gedichte, bei denen sie ihre persönliche Sicht auf große und kleine historische Ereignisse beschreibt sowie für sie lebensgeschichtlich bedeutsame Orte und Geschichten über „ihre“ Stadt. Die Hommage „Alt- und Neu-Blieskastel“ zeugt davon. Ihr Tonfall ist unterhaltsam und heiter sowie durchgehend gereimt.
1971 sendete der Fernsehsender des Saarländischen Rundfunks die Verschriftung einer „Mundartplauderei“, die mit historischen Bildern der Stadt Blieskastel kombiniert wurden.

## Werke
- Ein Mundartstrauß für jedes Haus. Zum Lesen und Vortragen von Lotty Faber, Zweibrücker Druckerei u. Verlag-Gesellschaft, 1980
- De Kaschtler in Wort und Bild. Mundartliches aus Alt- und Neu-Blieskastel, der Barock-Stadt im Bliesgau. Merkur Druck Zweibrücken 1985